# Igra igranja vlog
Igra igranja vlog (bolj poznana pod angleškim izrazom RPG - role-playing game) je skupen izraz za celo paleto namiznih, video- in spletnih iger, v katerih igralci prevzamejo vlogo namišljenih likov, postavljenih v domišljijsko okolje. Bodisi z neposrednim igranjem, bodisi z opisovanjem njihovih dejanj nato igrajo te vloge v zgodbi, ki je lahko vnaprej začrtana ali pa nastaja sproti. Uspeh ali neuspeh njihovih dejanj določa dogovorjen sistem pravil konkretne igre.
Pri namiznih igrah igranja vlog (t. i. pen & paper RPG), s katerimi se je ta tip igre začel, eden od igralcev prevzame vlogo vodje igre. Vodja igre (game master) je odgovoren za podajanje zgodbe in uveljavljanje pravil, prevzame pa tudi vlogo vseh likov, s katerimi se igralci srečujejo. Podobno je pri igrah igranja vlog v živo (t. i. live action RPG oz. LARP), kjer pa igralci namesto opisovanja dejanj svojih likov le-ta izvajajo fizično in je podobno improvizacijskemu gledališču. Najbolj znana namizna igra igranja vlog je Dungeons & Dragons, ki je v izvirniku postavljena v fantazijsko okolje, obstaja pa tudi mnogo njenih izpeljank in popolnoma drugačnih sistemov. 
Igre igranja vlog so razširjene tudi kot žanr videoiger. Prve tovrstne igre so bile MUD - Multi User Dungeon oz. »večigralska temnica«, ki so združevale elemente igranja vlog, pustolovskih in akcijskih iger ter spletnih klepetalnic, večina je potekala v tekstovnem načinu - igralci so se povezali v strežnik in opravljali naloge z vpisovanjem ukazov, strežnik pa je opisoval svet in razreševal akcije. Danes je velika večina tovrstnih videoiger grafičnih, namenjene so bodisi enemu igralcu, bodisi skupnemu igranju prek spleta. Nekatere množično večigralske spletne igre igranja vlog (Massively Multiplayer Online Role-Playing Game oz. MMORPG), kot je World of Warcraft, pritegnejo milijone igralcev.